# Alfred Bentkowski
Alfred Bentkowski (ur. 3 czerwca 1813 w Warszawie, zm. 26 lutego 1850 w Rzymie) – lekarz, duchowny katolicki.

## Życiorys

### Nauka, młodość i praca zawodowa
Alfred był najstarszym synem profesora Liceum Warszawskiego i Uniwersytetu Warszawskiego Feliksa Bentkowskiego i Emilii z Zajdlerów. Po ukończeniu Liceum Warszawskiego zapisał się na Uniwersytet Warszawski w 1830 roku; zamierzał początkowo zostać prawnikiem i słuchał wykładów z prawa rzymskiego, historii i antropologii. Po wybuchu powstania listopadowego przerwał studia i wstąpił w szeregi wojsk powstańczych, gdzie służył w gwardii honorowej gen. Chłopickiego i później w artylerii. Wraz z korpusem generała Antoniego Giełguda przekroczył w lipcu 1831 roku granicę Prus Wschodnich i dostał się do obozu dla jeńców wojennych. Wkrótce uwolniony, udał się do Królewca i podjął studia medyczne na tamtejszym uniwersytecie, które ukończył w 1836 roku, otrzymując doktorat medycyny i chirurgii (na podstawie rozprawy Analecta de morbis quibusdam pectoris, poświęconej chorobom dróg oddechowych: zapaleniu krtani, tchawicy i oskrzeli oraz gruźlicy płuc). W latach królewieckich był też słuchaczem wykładów z filozofii i logiki Johanna Friedricha Herbarta. Osiedlił się jako lekarz w Poznaniu w 1836 roku, gdzie zaprzyjaźnił się z Karolem Marcinkowskim i cieszył się dużym uznaniem, m.in. jako doktor, który za darmo leczył ubogich. W 1843 roku ogłosił na łamach „Pamiętnika Towarzystwa Lekarskiego Warszawskiego” rozprawę O elektryczności jako środku lekarskim.
Bentkowski był oponentem pracy doktorskiej Roberta Remaka i jemu też Remak poświęcił swoją pracę (Amico suo dignissimo Alfredo de Bentkowski).

### Życie zakonne
W 1843 roku, pod wpływem zakonnika Zmartwychwstańców Piotra Semenenki, Bentkowski porzucił wbrew radom Marcinkowskiego życie świeckie i udał się do Rzymu, gdzie wstąpił do klasztoru tej kongregacji. Działał tam także w swym zawodzie, lecząc m.in. sławną matkę Makrynę Mieczysławską.
Po odbyciu studiów teologicznych święcenia kapłańskie otrzymał w Wigilię 1848 roku i został kapelanem przy kościele Andrzeja Apostoła i Klaudiusza, patrona Burgundii. 14 miesięcy później zmarł na gruźlicę płuc. Pochowany został w Rzymie i upamiętniony na nagrobku rodziców (zm. oboje 1852 roku) na warszawskich Powązkach (16, VI).